# I LOVE YOU -now & forever-
《I LOVE YOU -now & forever-》(아이 러브 유 -나우 앤 포에버)는 일본의 싱어송라이터 쿠와타 케이스케의 스페셜 베스트 음반이다. 2012년 7월 18일 빅터 타이시타를 통하여 발매되었다.

## 차트 성적
발매 첫 주만에 이전 음반 《Musicman》의 총판매량을 뛰어넘는 약 43만 2천 장이 팔리며 2012년 7월 30일자 오리콘 차트에서 1위를 차지하였다. 또 쿠와타 솔로 음반으로는 처음으로 3주 연속 1위를 차지, 사잔 오루 스타즈 시절을 포함하여도 1992년에 발표하여 4주 연속 1위를 기록한 《요니만요노 하나가사쿠나리》 (1992) 이후 약 20년 만의 기록이다.

## 수록곡

### 디스크 1
1. 가나시이 기모치 (Just a Man in Love)
2. 이마데모 기미오 아이시테루
3. 이쓰카 도코카데 (I Feel the Echo)
4. Kissin' Christmas (크리스마스다카라쟈나이)
5. 만가 드림
6. 마요나카노 댄디
7. 쓰키
8. 마쓰리노 아토
9. 나미노리 죠니
10. 시로이 고이비토타치
11. Rock and roll Hero
12. 도쿄
13. 가와이 미나
14. 아시타 하레루카나
15. 가제노 우타오 기카세테

### 디스크 2
1. 달링 (ダーリン)
2. 겐다이 도쿄 키단 (現代東京奇譚)
3. My Little Hometown
4. 기미니 사요나라오 (君にサヨナラを)
5. 코에니 다시테 우타이타이 니혼분가쿠 〈Medley〉 (声に出して歌いたい日本文学〈Medley〉)
6. 혼토와 코와이 아이토 로맨스 (本当は怖い愛とロマンス)
7. 긴가노 호시쿠즈 (銀河の星屑)
8. 미스터 문라이트 (月光の聖者達)
9. 아스에노 마치 (明日へのマーチ)
10. Let's Try Again ~Kuwata Keisuke ver.~
11. 시아와세노 라스트 댄스 (幸せのラストダンス)
12. Cafe Bleu
13. 100만넨노 시아와세!! (100万年の幸せ!!)
14. Masaru
15. 이토시이 히토에 사사구 우타 (愛しい人へ捧ぐ歌)

### 보너스 디스크 (완전생산한정판에만)
1. 롯폰기노 벤짱 (六本木のベンちゃん)
2. 정크비트 도쿄 (ジャンクビート東京)
3. Long Distance Love
4. 도츠젠노 하키케: 에리노 오모이데 (突然の吐き気 〜えりの思い出〜)

## 차트 순위
| 차트                      | 최고순위 |
| ------------------------- | -------- |
| 오리콘 주간 음반 차트     | 1        |
| 빌보드 재팬 탑 앨범       | 1        |
| 오리콘 연간 음반 (2012년) | 6        |